# Pseudolycoriella submonticula
Pseudolycoriella submonticula är en tvåvingeart som först beskrevs av Werner Mohrig och Boris Mamaev 1990.  Pseudolycoriella submonticula ingår i släktet Pseudolycoriella och familjen sorgmyggor. Inga underarter finns listade i Catalogue of Life.